# ACSF3
ACSF3(Acyl-CoA synthetase family member 3)은 인간에서 ACSF3 유전자에 의해 인코딩되는 효소이다.

## 구조
ACSF3 유전자는 16번 염색체에 위치하며 구체적인 위치는 16q24.3이다. 유전자에는 17개의 엑손이 포함되어 있다. ASCL4는 576개의 아미노산으로 구성된 64.1kDa 단백질을 인코딩한다. 질량 분석 데이터를 통해 20개의 펩타이드가 관찰되었다.

## 기능
이 유전자는 지방산과 조효소 A 사이의 티오에스테르 결합 형성을 촉매하여 지방산을 활성화하는 아세틸-CoA 합성효소 계열 효소의 구성원을 암호화한다. 암호화된 단백질은 미토콘드리아에 국한되어 있으며 말로네이트와 메틸말로네이트에 대해 높은 특이성을 가지며 말로닐-CoA 합성효소 활성의 특징을 지닌다.